# CV 29
Carro Veloce 29 byl italský tančík vyráběný v letech 1929–1930 na bázi britského stroje Vickers Carden Loyd Mark VI. Od něj se lišil pouze širšími pásy a použitím kulometu domácí výroby Fiat model 14 ráže 6,5 mm. Celkem bylo vyprodukováno 21 kusů. Tančík byl používán v prvních letech druhé světové války.